# Bandel (Adelsgeschlecht)
Bandel ist der Name eines erloschenen preußischen Adelsgeschlechts. Es ging zurück auf den Amtsrat Julius von Bandel (1845–1899), Fideikommissherr auf Dröbel bei Bernburg und Pächter der preußischen Domäne Calenberg bei Pattensen/Leine.

## Geschichte
Die Familie Bandel – bis Mitte des 18. Jahrhunderts Pantl – stammte aus dem Anhaltischen. Ihr gehörte das Gut Dröbel bei Bernburg. Um 1875 stiftete Julius von Bandel für Dröbel einen Fideikommiss.

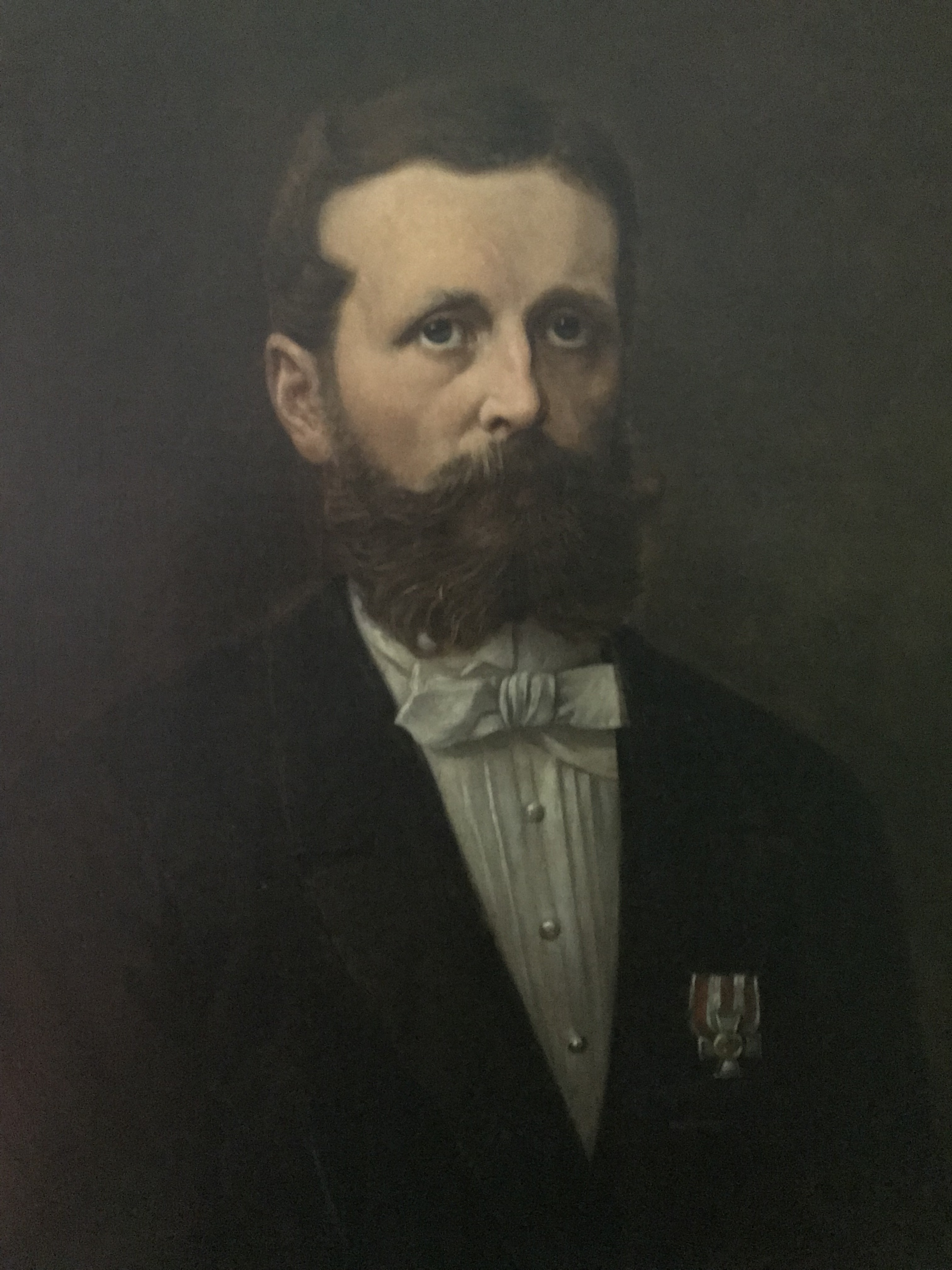
Julius von Bandel, Ölgemälde von Friedrich Kaulbach, signiert, 1898

Nach Annexion des Königreichs Hannover durch den König von Preußen 1866 ging auch die königlich hannoversche Domäne Calenberg in preußischen Staatsbesitz über. Preußischer Domänenpächter im Wege einer Erbpachtregelung wurde Julius von Bandel. Zusätzlich erwarb Bandel von der Familie von Reden-Hastenbeck das Rittergut Springe (118ha). Seine Witwe Aline von Bandel geborene Lüttich (1855–1933) veräußerte das Gut 1909 an den preußischen Oberamtmann Franz Müller, den Pächter der Domäne Springe.
Am 21. Dezember 1898 war Julius von Bandel in den preußischen Adelsstand erhoben worden. Er starb kurz danach am 26. Januar 1899 in Calenberg.
Nach seinem Tod erbte sein ältester Sohn, Major a. D. Erich von Bandel (1880–1966), das Gut Dröbel. Er wurde 1945 ohne Entschädigung enteignet.
Als Pächter der Domäne Calenberg folgte Julius von Bandel sein zweitältester Sohn Rittmeister a. D. Hans von Bandel (1882–1963). Die Erbpachtregelung für Calenberg wurde nach dem Ersten Weltkrieg und dem Ende der Monarchie in Deutschland angepasst. Die bisherige Domäne ging mit ihren Ländereien und Gebäuden im Rahmen der gesetzlich geregelten Fürstenabfindung in das Eigentum von Herzog Ernst August von Braunschweig und Lüneburg (1887–1953), des letzten regierenden Herzogs im gleichnamigen Herzogtum, bzw. des Hauses Hannover über. Als dessen nunmehriger Pächter bewirtschaftete Hans von Bandel das sogenannte Hausgut Calenberg, um es 1956 dem damaligen Chef des Hauses Hannover, Prinz Ernst August (1914–1987), zu übergeben.
Mit Hans von Bandels einzigem Sohn, Rittmeister Hans-Henning von Bandel (1917–1944), fiel während des Zweiten Weltkriegs der letzte männliche Namensträger der Familie. Seine Schwester Sigrid (Mädi) von Zitzewitz, geborene von Bandel (1920–1976) verlor ihren Ehemann Friedrich Karl von Zitzewitz (1924–1966) beim Absturz des Lufthansa-Fluges 005 in Bremen. Das Ehepaar von Zitzewitz hatte keine Kinder.
Die Familie von Bandel lebte in Calenberg von 1875 bis 1956 im Domänenverwalterhaus, das dort zu preußischen Zeiten errichtet worden war.
Julius und Hans von Bandel sowie ihre Ehefrauen und das Ehepaar von Zitzewitz sind auf dem Neuen Friedhof in Jeinsen bestattet.
Eine Stammverwandtschaft mit der 1912 nobilitierten, ebenfalls preußischen Familie Bandel, die auf den Bildhauer Ernst von Bandel (1800–1876) zurückgeht, ist bisher nicht nachgewiesen worden. Auch besteht zwischen den beiden Adelsfamilien Bandel keine Wappenverwandtschaft.

## Wappen
Das Wappen der Familie von Bandel zeigt einen silbernen Ölbaum auf grünem Grund, dessen Stamm durch ein Schwert mit goldenem Griff von links nach rechts durchstochen ist. Oberhalb des Ölbaums befinden sich drei rote Sterne. Auf dem gekrönten Helm mit grün-silbernen Decken ist ein aufgerichteter, Feuer sprühender, silberner Panther zu sehen.

## Bekannte Namensträger
- Julius von Bandel (1845–1899), preußischer Amtsrat und Pächter der Domäne Calenberg, Fideikommissherr auf Dröbel bei Bernburg
- Gisela von Bandel, verwitwete Freifrau von Chiari, geborene von Schoeler (1898–1971), Schauspielerin, Vorsitzende des Kreisverbandes Bad Pyrmont der Europa-Union, Trägerin des Verdienstkreuzes am Bande des Verdienstordens der Bundesrepublik Deutschland

## Einzelnachweis
1. ↑  Gustav Stölting-Eimbeckhausen und Börries Freiherr von Münchhausen-Moringen (Hrsg.): Die Rittergüter der Fürstentümer Calenberg, Göttingen und Grubenhagen. Sachse & Heinzelmann, Hannover 1912, S. 219.